# Старый Карамбай
Старый Карамбай — деревня в Можгинском районе Удмуртской республики.

## География
Находится в южной части Удмуртии на расстоянии приблизительно 18 км на северо-восток по прямой от районного центра города Можга.

## История
Известна с 1873 года как деревня Карынбай старый с 20 дворами. В 1893 году учтено 29 дворов, в 1905 — 30, в 1924 — 41. До 2021 года входила в состав Пычасского сельского поселения.

## Население
Постоянное население составляло: 138 чел.(1873 год), 176 (1893, все удмурты), 205 (1905), 182 (1924), 10 в 2002 году (удмурты 100 %), 4 в 2012.